# Louis de Revol
Louis de Revol (Saint Pierre de Paladru, 1531 – Parigi, 24 settembre 1594) è stato un politico francese.

## Biografia
Nacque a Saint Pierre de Paladru (Isère), figlio di Pierre de Revol e di Marguerite Revol Pelissone.
Nel 1557 fu impiegato nella gestione delle finanze della provincia del Delfinato. Il 21 marzo 1569, venne nominato segretario dei conti del Delfinato ed il 12 maggio 1578 presidente della camera dei conti della stessa provincia . Tra il 1580 ed il 1581, fu inviato speciale di re Enrico III presso il duca di Savoia e per i negoziati con gli ugonotti del Delfinato in seguito all'editto di Poitiers. Nel 1584 fu nuovamente  in missione in Savoia. Nel 1586 divenne segretario della camera del re nonché intendente di giustizia, polizia e finanze nell'esercito di Provenza sotto il governo del duca di Epernon.
Dopo che Enrico III di Francia ebbe creato l'incarico di primo ministro del suo governo, de Revol venne nominato in quella posizione. Successivamente, durante il regno di Enrico IV, fu  posto a capo di diversi segretariati di stato tra i quali quello degli affari esteri (1588-1594) e della guerra (1589-1594).
Morì a Parigi nel 1594 e venne sepolto nella chiesa di Saint Germain l'Auxerrois. Ebbe un figlio, Edmond de Revol, il quale fu  vescovo di Dol.